# Dánsko-Norsko
Dánsko-Norsko (dánsky Danmark-Norge, Danmark-Noreg), označované také jako Dánsko-norské království (norsky Det dansk-norske riget), či také Dvojí království (Tvillingrigerne), byl název personální unie, která se rozkládala mezi lety 1537–1814 na území dnešního Dánska, Norska, Grónska, Faerských ostrovů a Islandu. Jednalo se o spolek dvou království, dánského a norského, která se spojila po rozpadu Kalmarské unie. Užívalo se zde dvou úředních jazyků, dánštiny a němčiny (případně latina).

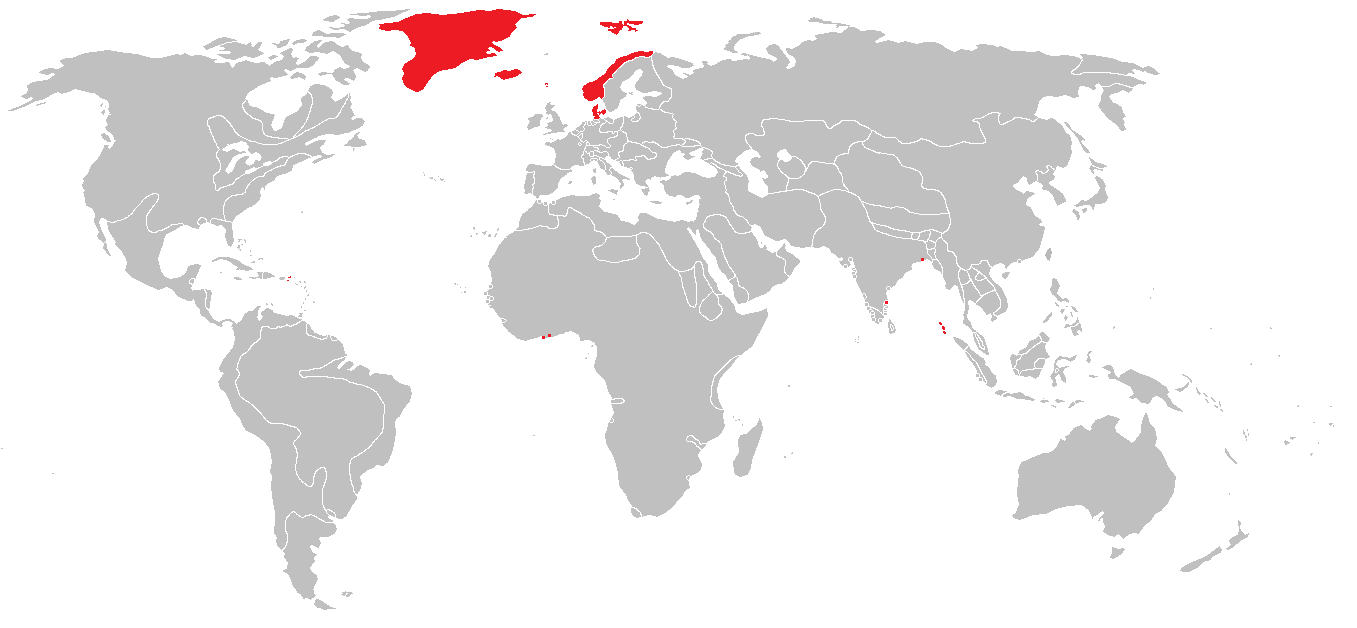
Dánská koloniální říše na začátku 19. století

Vlastní pojem Dánsko-Norsko sleduje historické a zákonné kořeny této unie. Byl převzat z oficiálního titulu používaného Oldenburgy. Králové z této dynastie se vždy nechávali titulovat jako králové Dánska a Norska, Venedů a Gótů. Někdy se pro tento spolek používá označení, poněkud zjednodušeně Dánské království, vzhledem k tomu, že Dánsko hrálo zdaleka nejdůležitější roli v této unii. Tento pojem zahrnuje království patřící pod správu Oldenburgů v roce 1460 a nezahrnuje vévodství ve Šlesvicku a Holštýnsku.

## Seznam zemí a kolonií
- Dánsko (42 925.46 km²)
- Norsko (324 220 km²)
- Šlesvicko-Holštýnsko (15 763.18 km²)
- Grónsko (2 166 086 km²)
- Island (103 000 km²)
- Faerské ostrovy (1 399 km²)
- Dánská Indie (1 648.13 km²)
- Dánská Západní Indie (400 km²)
- Dánské zlaté pobřeží (126 km²)